# 郭大治
郭大治（16世紀—16世紀），字思道，號粵白，廣東廣州府南海縣人，明朝政治人物。

## 生平
郭大治年幼時警敏，人稱聖童，言動必稟諸道，曾拜見湛若水，二人相見恨晚；父親被誣陷入獄，他在按察司公庭號哭三天，官吏與他談話後認為他有才幹，並稱讚其孝順，釋放他的父親。嘉靖十年（1531年）郭大治中舉人，授萍鄉教諭，在當地樹立模範、嚴謹教學、愛惜貧寒，曾經勸諭諸生：「立志當如勇士，守身當如處子，先儒所言是真金石語。」而江西巡撫張岳也稱讚他的學行為「江右學式」；嚴嵩子弟在萍鄉橫行，他繩之以法，被對方記恨，七年沒有調職，父親逝世父傷痛欲絕，徒步三千里扶柩回鄉，葬祭一如古制。
服闋後郭大治改任虞城教諭，教人不倦，陞任新城知縣，縣內有兄弟為田地訴訟，他開諭數句後二人互相推讓，有盜賊自鄰縣入侵，他盡力保全數十家糧餉，軍旅在縣境內也不騷擾人民，新城人說：「二百年從未有過這樣廉仁父母。」死後入祀萍鄉名宦祠、廣州鄉賢祠，有子嘉靖四十一年進士郭棐、嘉靖四十年舉人郭槃。

## 引用
1. 1 2  同治《南海縣志·卷三十六·列傳五》：郭大治，字思道，號粵白，少警敏稱聖童，言動必稟諸道，時湛若水倡道東南，往遊其門相見恨晚，早年父被誣構下請室，號哭臬庭三日夕，法司與語才之，且多其孝出為其父。嘉靖辛卯舉於鄉，再會試不第，以親老釋褐為萍鄉教諭，邑士故椎魯鮮學，乃嚴為程督，恤墓警窳，士風丕變，督府御史大夫張岳標其學行於全省，曰「江右學式」；嚴嵩子弟豪橫一鄉，大治繩以法，嵩銜之七年不調，父喪哀毀幾絕，徒跣三千里扶櫬歸，葬祭一式於古。復除知虞城，庠士貌祀之，轉浙江新城令職，冰蘖務撫字，有兄弟訟田者，開諭數言相讓而退，鄰盜攀新良甿百烈甚，力保全數十家貯糗糧餉，軍旅境內賴不擾，新人士謂：「二百年未有此廉仁父母。」歿祀萍鄉名宦、廣州鄉賢，子棐、槃另有傳。 據郭通志、魏志、阮通志參修
2. ↑  同治《萍鄉縣志·卷十·列傳上》：郭大治，廣東番禺舉人，正德間任萍鄉教諭，端模範、嚴會課、惜貧寒，嘗諭諸生云：「立志當如勇士，守身當如處子，先儒所言真金石語也。」士林誦之，祀名宦祠。
3. ↑  光緒《虞城縣志·卷四》：郭大治 番禺人，由舉人任教諭，博學能文，教人不倦，陞新城縣知縣。